# Living Things
| 전문가 평가          | 전문가 평가 |
| 총 점수              | 총 점수     |
| 출처                 | 점수        |
| -------------------- | ----------- |
| 메타크리틱           | 60/100      |
| 평가 점수            |             |
| 출처                 | 점수        |
| About.com            | 2.5/별      |
| AllMusic             | [ 2 ]       |
| The A.V. Club        | C           |
| Entertainment Weekly | B           |
| The Guardian         | [ 5 ]       |
| Loudwire             | [ 6 ]       |
| NME                  | 5/10        |
| The Observer         | [ 8 ]       |
| PopMatters           | 6/10        |
| Rolling Stone        | [ 10 ]      |

《Living Things》는 미국의 록 밴드 린킨 파크의 다섯 번째 스튜디오 음반이다. 2012년 6월 20일, 워너 브라더스 레코드와 머신 샵 레코드에서 발매되었으며, 그 다음 주에는 일본과 전 세계에서 발매되었다. 프로듀싱은 보컬리스트 마이크 시노다와 릭 루빈이 맡았으며, 그들은 밴드의 이전 두 스튜디오 음반인 《Minutes to Midnight》 (2007년)와 《A Thousand Suns》 (2010년)를 공동 프로듀싱했다. Living Things는 루빈이 프로듀싱하고 NRG 레코딩 스튜디오에서 녹음한 그들의 마지막 음반이었다.
그 밴드는 《Living Things》가 그들의 이전 4개의 스튜디오 음반의 요소들을 결합하여 새로운 사운드를 만든다고 말한다. 그들은 그들의 이전 2개의 스튜디오 음반인 《Minutes to Midnight》와 《A Thousand Suns》라는 결과를 낳은 수년간의 실험 끝에 마침내 그들이 "익숙한 영역"과 "그들만의 피부로 편안함"을 느꼈다고 말했다. 음반의 수많은 개인적인 주제들 때문에 《Living Things》가 음반의 제목으로 선택되었다.
음반의 리드 싱글인 〈Burn It Down〉은 라디오로 보내졌고 2012년 4월 16일, 디지털 음악 소매점에 공개되었다. 《Living Things》는 빌보드 200에서 첫 주에 미국에서 223,000장의 판매고를 올리며 1위로 데뷔했다. 음반의 두 번째 싱글인 〈Lost in the Echo〉는 2012년 10월 5일에 공개되었다. 세 번째 싱글인 〈Powerless〉는 2012년 10월 31일에 공개되었다. 음반의 네 번째이자 마지막 싱글인 〈Castle of Glass〉는 2013년 2월 1일에 실제 형식으로 공개되었다. 이 음반은 2017년 8월에 미국 음반 산업 협회에 의해 플래티넘 인증을 받았다.

## 배경 및 녹음
《Living Things》의 녹음은 2011년 3월에 시작하여 2012년 4월에 끝났다. 2011년 6월, 리드 싱어인 체스터 베닝턴은 린킨 파크가 그들의 다섯 번째 음반을 위한 새로운 자료를 작업하기 시작했다고 《케랑!》에게 밝혔다. 그는 "우리는 지난 두 달 동안 새로운 녹음을 작업하고 있습니다. 음악은 훌륭하고 우리가 기대하는 곳보다 훨씬 앞서 있습니다. 많은 소음이 일어나고 있지는 않지만, 좋은 노래들이 많이 있습니다."라고 설명했다.
이 밴드의 공동 리드 보컬이자 래퍼인 마이크 시노다와 릭 루빈은 이 음반의 프로듀서로 활동했다. "일반적으로 우리는 일주일에 한 번 회의를 갖고 그들이 생각해내는 노래를 듣고 그것에 대해 이야기합니다. 프로젝트 초기에 그들은 우리가 지난 두 음반에서 했던 것보다 훨씬 더 멀리 떨어져 있습니다. 《A Thousand Suns》에는 여전히 많은 아이언이 있었습니다. 우리는 '좋아, 우리는 영원히 이것을 할 수 없어. 이 배치를 떠나자 그리고 우리가 다시 시작할 때 돌아와서 말하자'라고 루빈은 말했습니다. 베닝턴은 루빈이 "우리에게 우리 자신이 되고 우리 스스로 일할 수 있는 공간을 줍니다... 그는 우리에게 그가 좋아하는 것에 대해 명확하고 간결한 설명을 해줍니다. 그는 우리가 그 특정 사운드에 대해 더 신선한 이해를 하기를 원합니다." 그는 또한 시노다가 각 노래의 과정을 통해 밴드를 안내하고 시노다와 루빈의 팀을 "우리의 골든 티켓"이라고 불렀다고 말했다.

## 상업적 성과
닐슨 사운드스캔에 따르면 《Living Things》는 223,000장을 판매하여 빌보드 200에서 1위로 데뷔하여 마룬 5의 《Overexposed》를 1,000장 판매하여 1위로 올라섰고, 64,000장을 판매한 차트에서 둘째 주에 5위로 떨어졌다.  이 음반은 지금까지 17개국에서 최고의 차트 음반이 되었고 최소 35,000장의 배송으로 오스트레일리아에서 골드 인증을 받았고, 스위스에서도 골드 인증을 받았다. 또한 영국 음반 차트에서 41,000장이 마룬 5의 음반을 다시 한번 제치고 1위로 데뷔했다. 캐나다에서도 이 음반은 최소 20,000장을 판매하며 1위로 데뷔했다. 2014년 현재 이 음반은 미국에서 681,000장이 팔렸다.

## 곡 목록
모든 곡들은 린킨 파크에 의해 작사/작곡하였다.
| #   | 제목                  | 재생 시간 |
| --- | --------------------- | --------- |
| 1.  | 〈Lost in the Echo〉  | 3:25      |
| 2.  | 〈In My Remains〉     | 3:20      |
| 3.  | 〈Burn It Down〉      | 3:51      |
| 4.  | 〈Lies Greed Misery〉 | 2:27      |
| 5.  | 〈I'll Be Gone〉      | 3:31      |
| 6.  | 〈Castle of Glass〉   | 3:25      |
| 7.  | 〈Victimized〉        | 1:46      |
| 8.  | 〈Roads Untraveled〉  | 3:49      |
| 9.  | 〈Skin to Bone〉      | 2:48      |
| 10. | 〈Until It Breaks〉   | 3:43      |
| 11. | 〈Tinfoil (기악)〉    | 1:11      |
| 12. | 〈Powerless〉         | 3:43      |

## 인증
| 국가                                                                                         | 인증        | 판매량/출하량 |
| -------------------------------------------------------------------------------------------- | ----------- | ------------- |
| 오스트레일리아 (ARIA)                                                                        | 골드        | 35,000^       |
| 오스트리아 (IFPI 오스트리아)                                                                 | 플래티넘    | 20,000*       |
| 덴마크 (IFPI Danmark)                                                                        | 골드        | 10,000        |
| 핀란드 (Musiikkituottajat)                                                                   | 골드        | 12,032        |
| 프랑스 (SNEP)                                                                                | 플래티넘    | 100,000*      |
| 독일 (BVMI)                                                                                  | 2× 플래티넘 | 400,000       |
| 인도 (IMI)                                                                                   | 2× Gold     | 72,000^       |
| 이탈리아 (FIMI)                                                                              | 플래티넘    | 50,000        |
| 일본 (RIAJ)                                                                                  | 골드        | 100,000^      |
| 뉴질랜드 (RMNZ)                                                                              | 골드        | 7,500^        |
| 폴란드 (ZPAV)                                                                                | 골드        | 10,000*       |
| 러시아 (NFPF)                                                                                | 골드        | 5,000*        |
| 스위스 (IFPI 스위스)                                                                         | 플래티넘    | 30,000^       |
| 영국 (BPI)                                                                                   | 골드        | 100,000^      |
| 미국 (RIAA)                                                                                  | 플래티넘    | 1,000,000     |
| 요약                                                                                         |             |               |
| 전 세계 (2012년)                                                                             | —           | 1,700,000     |
| *판매량을 기반으로 한 인증 · ^출하량을 기반으로 한 인증 · 판매량+스트리밍을 기반으로 한 인증 |             |               |